# 重松徳
重松 徳（しげまつ めぐみ、1927年 - 1992年9月24日）は、日本の鉄道実業家。

## 来歴
福岡県糸島郡に生まれる。満州国新京（現在の長春市）の建国大学に入学。1945年、建国大学生として敗戦を迎える。
1950年3月、愛知大学法学部を卒業し、京阪電気鉄道に入社。京阪電鉄では労務開発関係などを担当、くずはローズタウンの開発計画にも携わった。また、重松自身も大阪府枚方市内に在住した。1967年、京阪タクシーの社長に就任、同社の再建を果たす。
以後、琵琶湖汽船取締役社長（1975年8月）、京阪電気鉄道常務取締役（1979年）、琵琶湖ホテル取締役社長（1981年）、京阪電鉄専務取締役（1985年6月）をそれぞれ歴任した。京阪グループ外では滋賀県観光審議会会長などを務めたほか、米国ミシガン州との国際交流にも携わり、1984年6月10日には同州ランシング・コミュニティ・カレッジの国際学教授にも任命された。現在、同カレッジには「シゲマツ・メモリアル・ガーデン」がある。
1992年9月24日午前6時42分、呼吸不全のため死去。享年65歳。同年10月、従五位勲三等瑞宝章が授与された。